# Championnat de La Réunion de football 2003
Navigation
Édition précédente Édition suivante
Le Championnat de La Réunion de football 2003 est la 53e édition de la compétition qui fut remportée par l'US Stade Tamponnaise.

## Classement
| Rang | Équipe                      | Pts | J  | G  | N  | P  | Bp | Bc | Diff |
| ---- | --------------------------- | --- | -- | -- | -- | -- | -- | -- | ---- |
| 1    | US Stade Tamponnaise (C)    | 88  | 26 | 19 | 5  | 2  | 68 | 19 | +49  |
| 2    | SS Saint-Louisienne (T)     | 88  | 26 | 19 | 5  | 2  | 50 | 19 | +31  |
| 3    | SS Excelsior                | 77  | 26 | 15 | 6  | 5  | 35 | 20 | +15  |
| 4    | Saint-Pauloise FC (P)       | 71  | 26 | 13 | 6  | 7  | 45 | 30 | +15  |
| 5    | JS Saint-Pierroise          | 68  | 26 | 12 | 6  | 8  | 46 | 36 | +10  |
| 6    | SS Rivière Sports           | 62  | 26 | 10 | 6  | 10 | 29 | 26 | +3   |
| 7    | Saint-Denis FC              | 55  | 26 | 7  | 8  | 11 | 33 | 29 | +4   |
| 8    | SS Jeanne d'Arc             | 55  | 26 | 6  | 11 | 9  | 26 | 28 | -2   |
| 9    | SS Dynamo                   | 53  | 26 | 6  | 9  | 11 | 29 | 47 | -18  |
| 10   | AS Chaudron                 | 52  | 26 | 7  | 5  | 14 | 24 | 44 | -20  |
| 11   | FC Avirons                  | 52  | 26 | 5  | 11 | 10 | 28 | 47 | -19  |
| 12   | US Bénédictine (P)          | 50  | 26 | 6  | 6  | 14 | 25 | 51 | -26  |
| 13   | SS Capricorne               | 49  | 26 | 7  | 2  | 17 | 28 | 43 | -15  |
| 14   | US Saint-André Léopards (P) | 44  | 26 | 4  | 6  | 16 | 26 | 53 | -27  |

|  | Champion de La Réunion et qualification pour la Ligue des Champions de la CAF 2004 |
|  | Qualification pour la Coupe de la CAF 2004                                         |
|  | Relégation en 2e division                                                          |